# Plaza Gustavo Adolfo
La plaza Gustavo Adolfo (en sueco: Gustav Adolfs torg) es una plaza pública en el centro de Estocolmo, capital de Suecia que recibe su nombre en honor del rey Gustavo II Adolfo de Suecia. 
En las cercanías a plaza se encuentran la Ópera real, el Departamento de Estado sueco, Arvfurstens palats (vivienda del Ministerio de Relaciones Exteriores) y el Ministerio de Defensa. Al sur de la plaza esta el Palacio del Parlamento de Suecia en la isla Helgeandsholmen y el Palacio Real de Estocolmo (en la Ciudad Vieja).
En el centro de la plaza hay una estatua de Gustavo II Adolfo, que fue erigida en 1796 por el escultor francés Pierre l'Archeveque.